# Colt 9mm SMG
Colt 9mm SMG — американский пистолет-пулемёт калибра 9×19 мм, производящийся компанией Colt и созданный на основе автоматической винтовки M16.

## Описание
Автоматика Colt 9mm SMG работает по принципу свободного затвора, в отличие от своего прототипа M16, использовавшего прямой газоотвод. Закрытый затвор позволяет вести более точный огонь по сравнению с образцами огнестрельного оружия с открытым затвором (типа Uzi). Внешне же пистолет-пулемёт очень похож на семейство автоматов M16: одним из немногих отличий является большой пластиковый дефлектор, установленный рядом с точкой выброса гильз. Верхняя ручка для переноски, являющаяся и одновременно прицелом, предусматривает установку оптических прицелов или настройку прицелов типа A1 (на 50 и 100 м). Передней пистолетной рукоятки нет.
Ствольная коробка оптимизирована под патроны 9x19 так, чтобы возможно было вставлять как крупные 32-патронные магазины, так и маленькие 20-патронные — сами они ничем не отличаются от магазинов для пистолетов-пулемётов типа Uzi. После последнего выстрела происходит сразу же запирание затвора.

## Варианты
В настоящее время производятся два типа. Первый тип, R0635, предусматривает настройку переводчика огня в три положения: предохранитель (нет стрельбы), одиночный огонь и непрерывный огонь. Второй тип, R0639, отличается тем, что вместо непрерывного огня допускается огонь с отсечкой (по три выстрела). У варианта 633 был укороченный ствол и немного упрощённая мушка: подобный вариант использовался спецназом Управления по борьбе с наркотиками. Наиболее распространённой является модель 635, которая производится и под именем SMG 9mm NATO.

## Страны
- Аргентина: на вооружении аргентинских войск[3].
- Бангладеш: на вооружении полицейской части SWAT Dhaka[4].
- Индия: на вооружении полиции штата Андхра-Прадеш, спецподразделение «Осьминог»[5].
- США: на вооружении морской пехоты[6][7], Управления по борьбе с наркотиками, Службы маршалов, Дипломатической службы безопасности[англ.] и ряда других федеральных агентств[8].

## Галерея

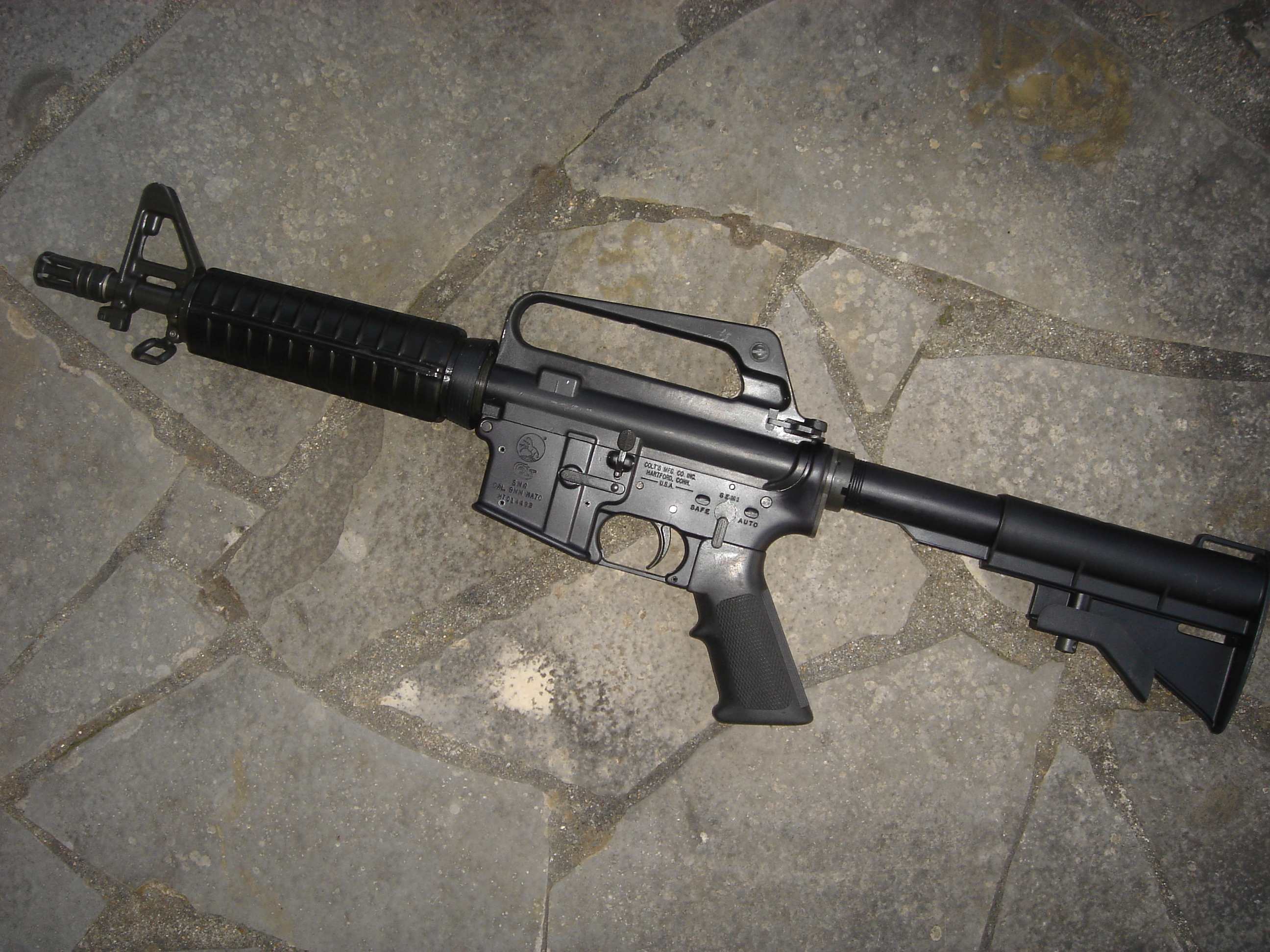
Colt SMG 635
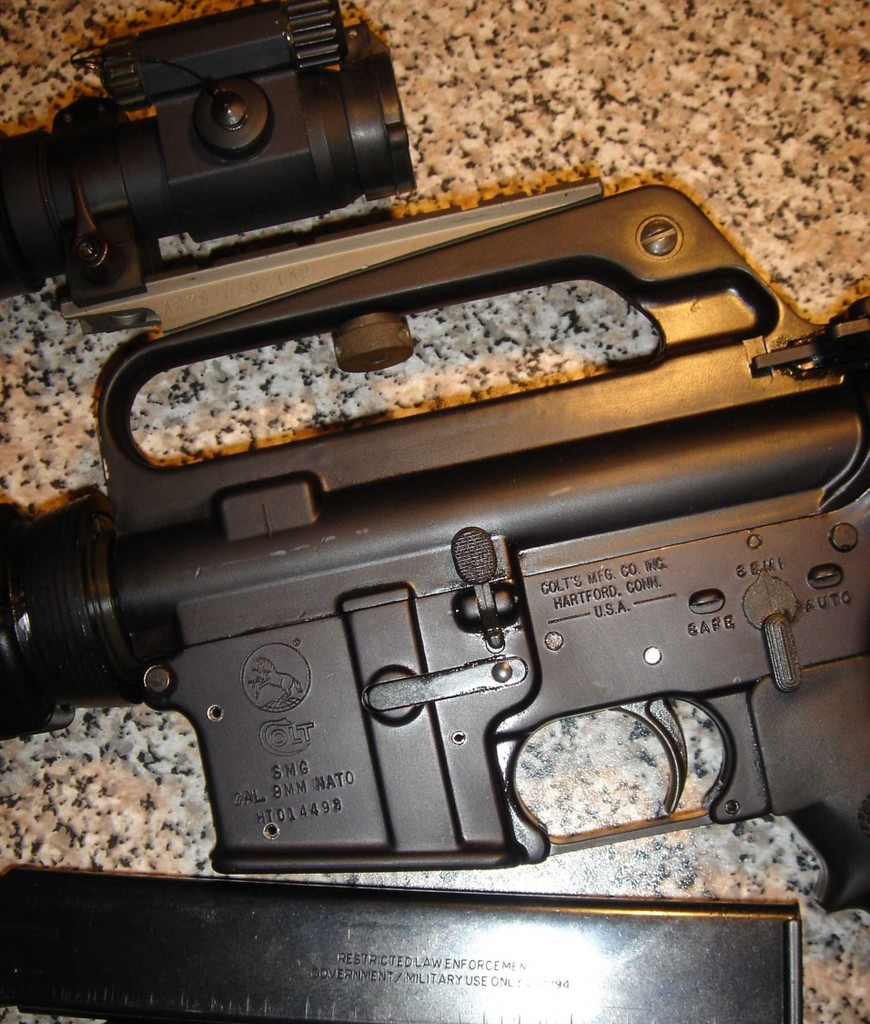
Colt SMG 635, ML 2 Sight, Colt mount, and a magazine
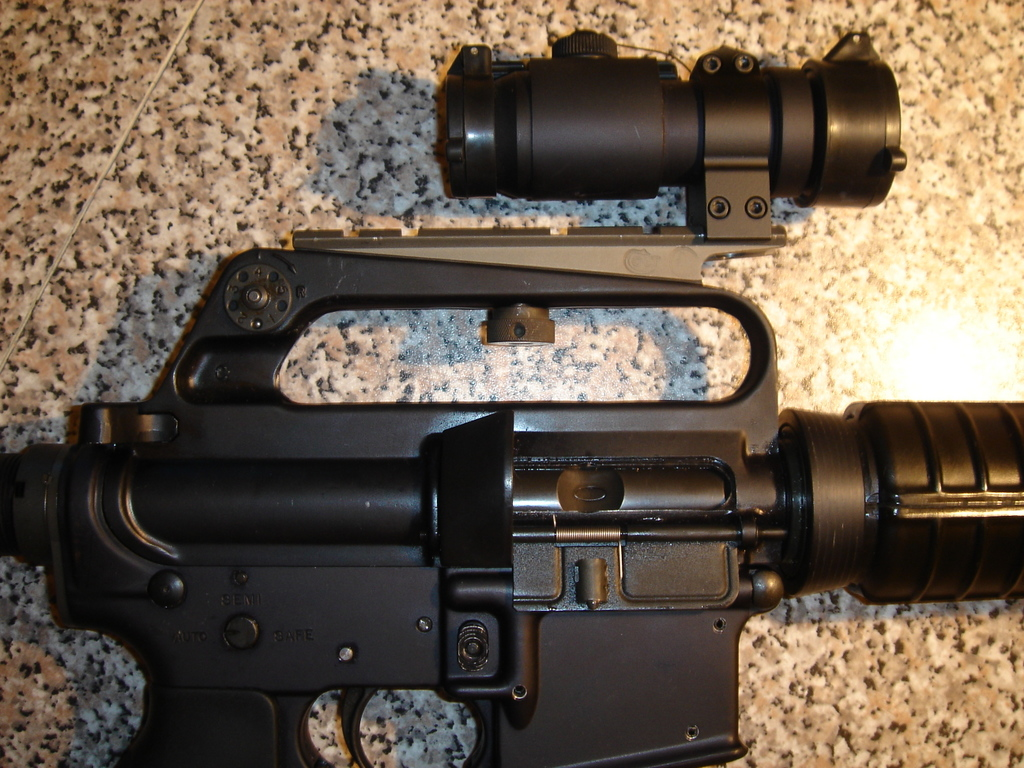
Colt SMG 635, ML 2 Sight, Colt mount
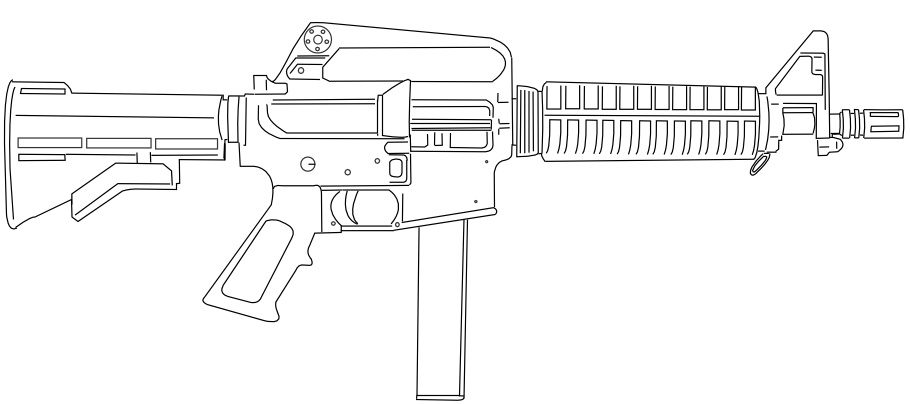
COLT SMG